# Hydroida
Ordre
L'ordre des Hydroida est un ordre obsolète de méduses se nourrissant de plancton.
Selon World Register of Marine Species (20 mars 2012) et ITIS (20 mars 2012), c'est un synonyme de la sous-classe des Hydroidolina.

## Liste des sous-ordres et familles
Selon NCBI (20 mars 2012) :
- sous-ordre des Anthomedusae
  - famille des Bougainvilliidae
  - famille des Candelabridae
  - famille des Cladocorynidae
  - famille des Cladonematidae
  - famille des Clavidae
  - famille des Corymorphidae
  - famille des Corynidae
  - famille des Cytaeididae
  - famille des Eudendriidae
  - famille des Hydractiniidae
  - famille des Hydridae
  - famille des Mitrocomidae
  - famille des Moerisiidae
  - famille des Oceanidae
  - famille des Pandeidae
  - famille des Pennariidae
  - famille des Polyorchidae
  - famille des Porpitidae
  - famille des Proboscidactylidae
  - famille des Ptilocodiidae
  - famille des Rathkeidae
  - famille des Sympagohydridae
  - famille des Tubulariidae
  - famille des Zancleidae
- sous-ordre des Leptomedusae
  - famille des Aequoreidae
  - famille des Aglaopheniidae
  - famille des Blackfordiidae
  - famille des Campanulariidae
  - famille des Campanulinidae
  - famille des Eirenidae
  - famille des Eutimidae
  - famille des Haleciidae
  - famille des Halopterididae
  - famille des Hebellidae
  - famille des Kirchenpaueriidae
  - famille des Lafoeidae
  - famille des Laodiceidae
  - famille des Malagazziidae
  - famille des Melicertidae
  - famille des Plumulariidae
  - famille des Sertulariidae
  - famille des Sugiuridae
  - famille des Tiaropsidae
- sous-ordre des Limnomedusae
  - famille des Microhydrulidae
  - famille des Monobrachiidae
  - famille des Olindiasidae
  - famille des Olindiidae

## Liste des genres fossiles
Selon Paleobiology Database (20 mars 2012) :
- genre Archaeoantennularia
- genre Archaeocryptolaria
- genre Archaeolafoea
- genre Archaeonectris
- Calyptoblastina
- genre Cambrohydra
- genre Clyxhydra
- genre Crucimedusina
- genre Discophyllum
- genre Drevoella
- genre Flexihydra
- genre Inocaulis
- genre Kristinella
- Lafoeidae
- genre Mazohydra
- genre Mesokylix
- genre Palaeacmea
- genre Palaelophacmaea
- genre Palaeokylix
- genre Palaeonectris
- genre Palaeotuba
- genre Parleria
- genre Philippinactinia
- genre Plectodiscus
- genre Pontifennia
- genre Protohalecium
- genre Protulophila
- genre Psammactinia
- genre Rhabdohydra
- genre Sphenoecium
- Thecata
- genre Velubrella